# Енріке Тарріо
Генрі «Енріке» Тарріо (англ. Henry "Enrique" Tarrio)  — лідер «Proud boys», ультраправої, неофашистської та виключно чоловічої політичної організації, яка пропагує та бере участь у політичному житті в США та Канаді. Енріке Тарріо — директор організації «Латиноамериканці за Трампа» у штаті Флорида. У 2020 році він був кандидатом на республіканських первинних виборах до конгресу Флориди від 27 округу, але знявся.

## Особисте життя
Енріке Тарріо народився в Маямі, штат Флорида (по деяким даним 9 лютого 1984 року), виріс у «Маленькій Гавані» (англ. Little Havana, ісп. La Pequeña Habana), районі міста Маямі, штат Флорида. Він ідентифікує себе як афрокубинця, був одружений та розлучений. У 2004 році Тарріо за крадіжку був засуджений до громадських робіт і трьох років випробувального терміну, з виплатою реституції. У 2013 році був засуджений до 30 місяців (з яких він провів в ув'язнені 16) у федеральній в'язниці за ребрендинг та перепродаж викрадених медичних виробів.

## Кар'єра
Після 2004 року Тарріо переїхав у невелике містечко на півночі Флориди, щоб керувати птахофабрикою. Згодом він повернувся до Маямі. Пізніше заснував фірму, що займається установкою обладнання для охорони, та іншу, яка надає компанії GPS дані про відстеження GPS-маркерів. Тарріо також володіє бізнесом у Маямі, відомим як магазин «1776 Shop» — інтернет-продавець товарів для прихильників правих переконань, який продає різноманітні спорядження «Гордих хлопців», включаючи майки, на яких був напис — «Піночет нічого поганого не зробив».

## Proud Boys
Додаткова інформація: Горді хлопці